# Paznehtník měkký

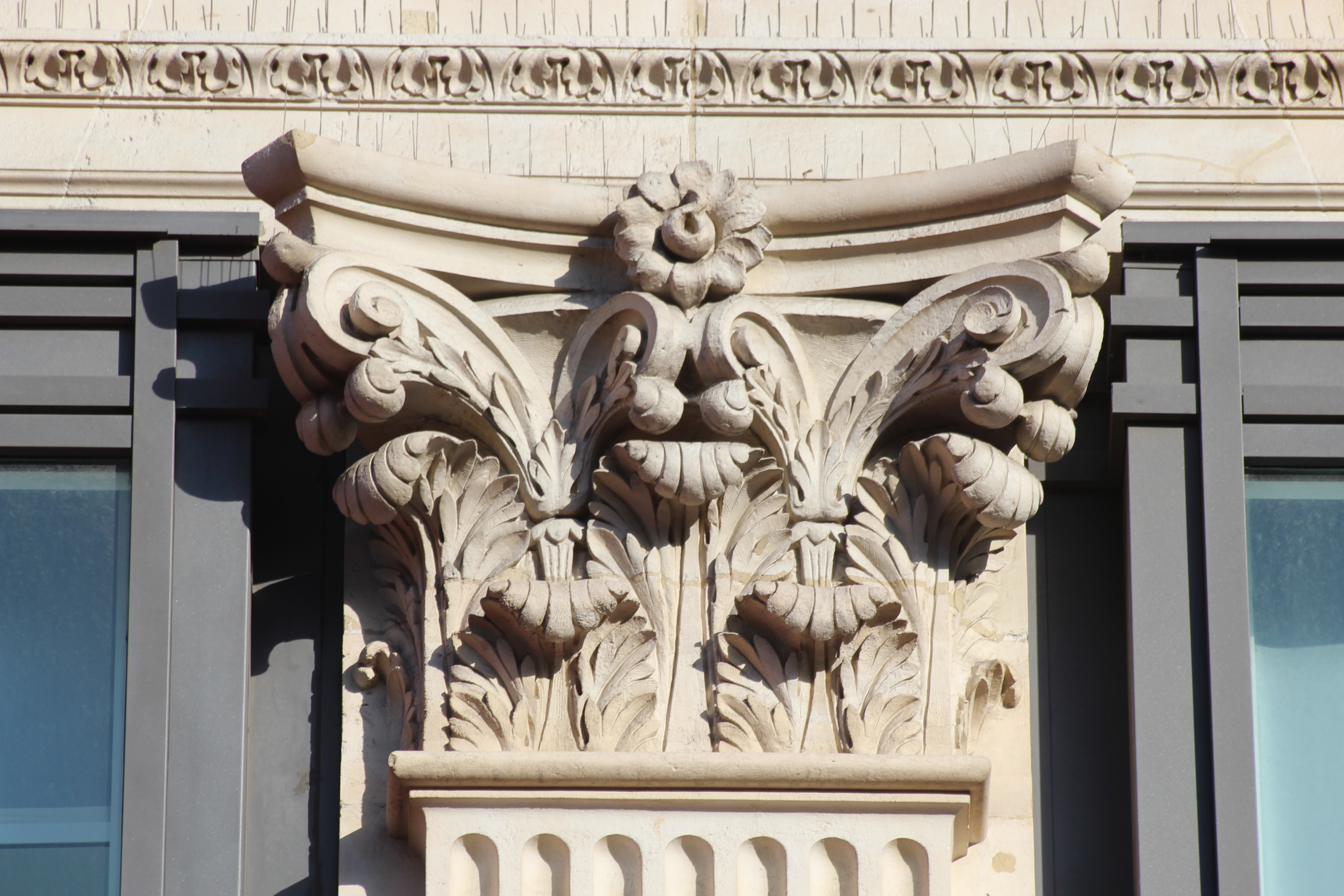
Hlavice korintského pilastru v Paříži

Paznehtník měkký (Acanthus mollis) je druh rostliny z čeledi paznehtníkovité a pochází ze Středomoří. Je to listnatá, trsovitá vytrvalá bylina s růžicí poměrně velkých, laločnatých nebo zubatých listů a nafialovělými a bílými květy na vzpřímeném klasu.

## Popis
Paznehtník měkký je listnatá, trsovitá vytrvalá bylina s hlíznatými kořeny. Má přízemní růžici tmavě leskle zelených, laločnatých nebo dělených lysých listů, které jsou asi 50 cm dlouhé a 30 cm široké. Květy jsou neseny na vzpřímeném klasu, který může dorůstat až 2 metrů.
Kvete v létě a plodem je špičatá, asi dvoucentimetrová tobolka obsahující jedno nebo dvě hnědá semena.

## Taxonomie a pojmenování
Paznehtník měkký poprvé popsal v roce 1753 Carl Linné ve své knize Species Plantarum. Název rodu pochází z řeckého názvu rostliny ἄκανθος ákanthos; která byla zpodobňována v hlavicích korintského řádu. Ákantha v řečtině odkazuje na trnitou nebo pichlavou rostlinu. Latinský název druhu mollis znamená „měkký, hladký“ a odkazuje na strukturu listů.

## Distribuce a ekologie
Ačkoli je paznehtník měkký původem z východního a centrálního Středomoří, rozšířil se po velké části západní Evropy a částech Ameriky, Austrálie, Sýrie i na Novém Zélandu, kde je považován za invazní druh.
Paznehtník měkký je entomofilní, opylují ho pouze včely nebo čmeláci dostatečně velcí na to, aby se skrz horní a dolní část kalicha protlačili k nektaru.

## Použití v zahradnictví
Tyto rostliny se obvykle množí z hlíz a mají tendenci tvořit velké, lokalizované trsy, které mohou přežít několik desetiletí. Jako zahradní rostliny jsou méně vhodné kvůli agresivnímu šíření (nové rostliny se snadno tvoří jak ze semen, tak z částí kořene), kromě toho jsou náchylné k napadení slimáky a hlemýždi.

## Obraz v kultuře
Tvar listu této rostliny inspiroval starověkého řeckého sochaře Callimacha (5. století př. n. l.) při vytváření hlavice korintského sloupu. Od té doby byl korintský sloup široce užíván v řecko-římské a klasické architektuře. Kamenné nebo bronzové stylizované verze listů se po staletí objevovaly jako akantové dekorace na určitých stylech architektury a nábytku. Vergilius popsal Helenu Trojskou v šatech s výšivkou akantových listů.

## Galerie

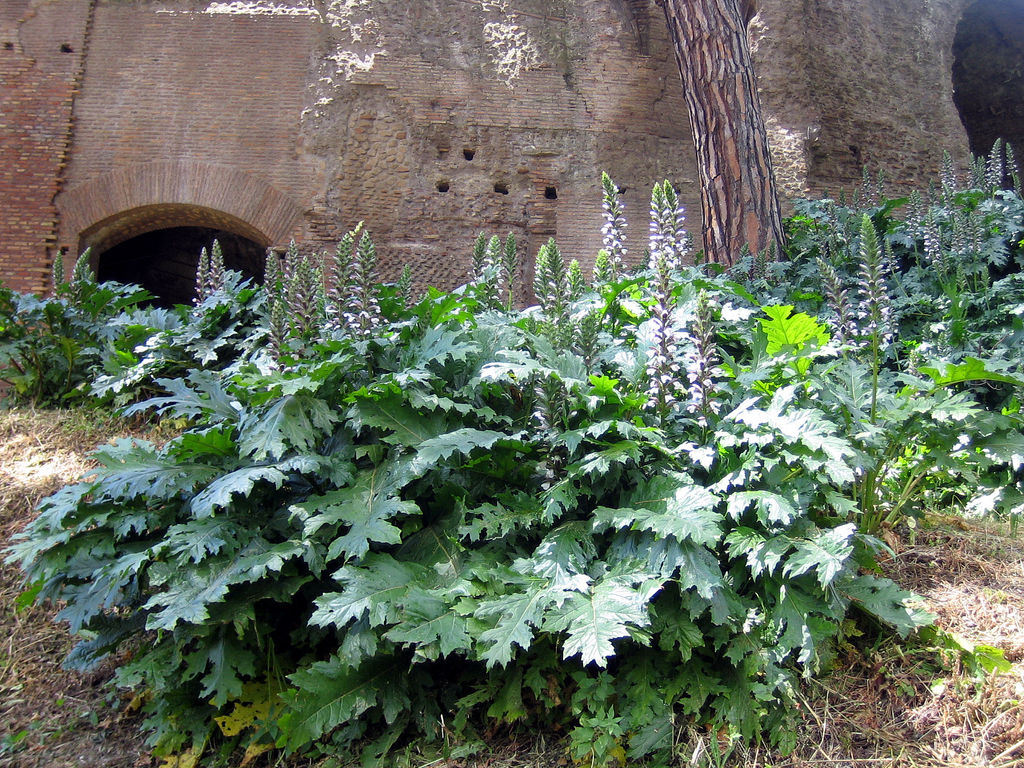
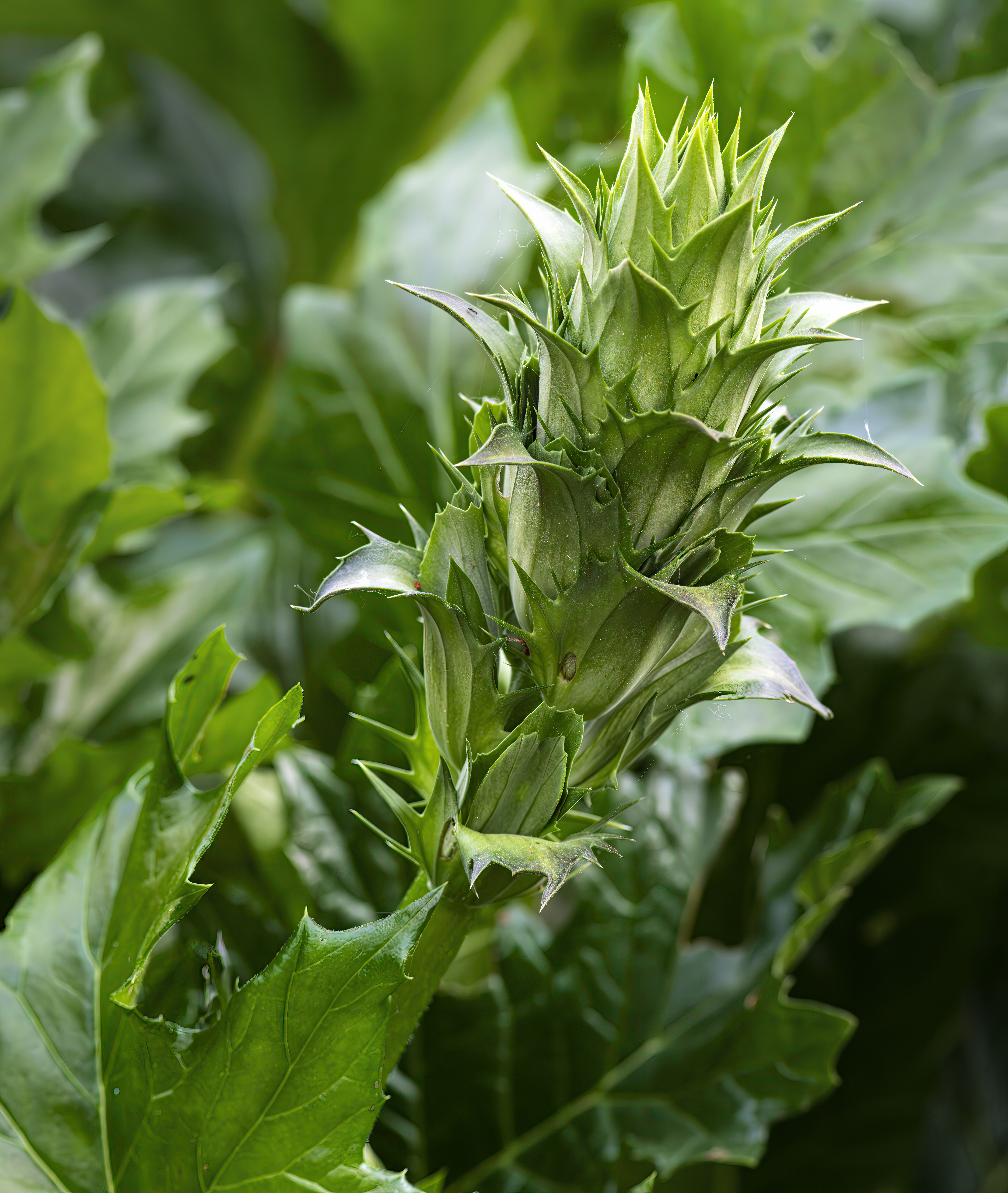
Pupen
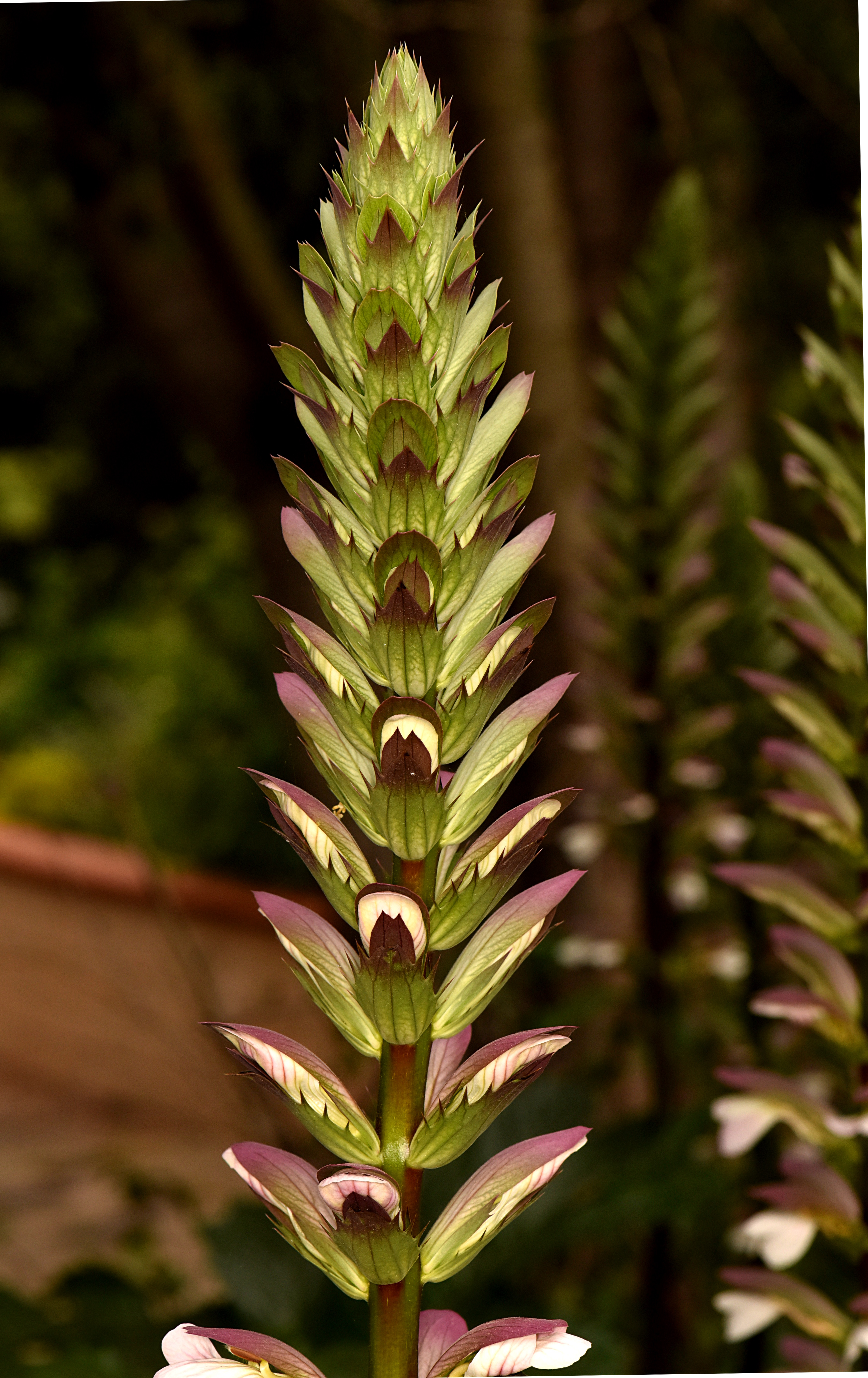
Květenství
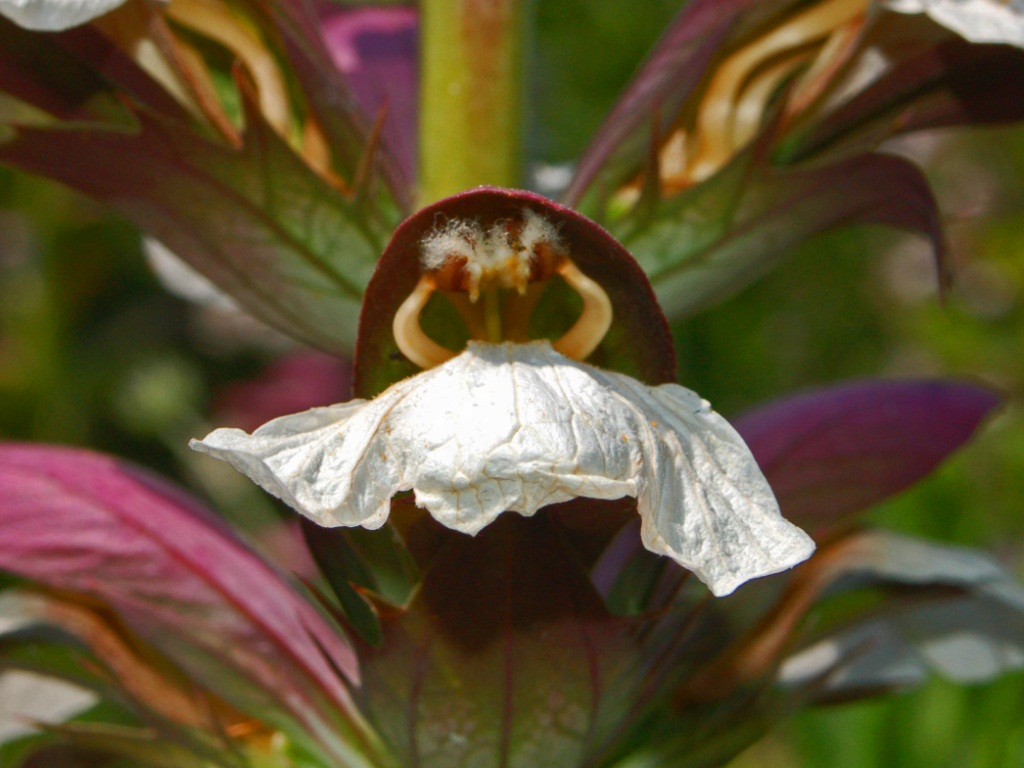
Detailní záběr tyčinek
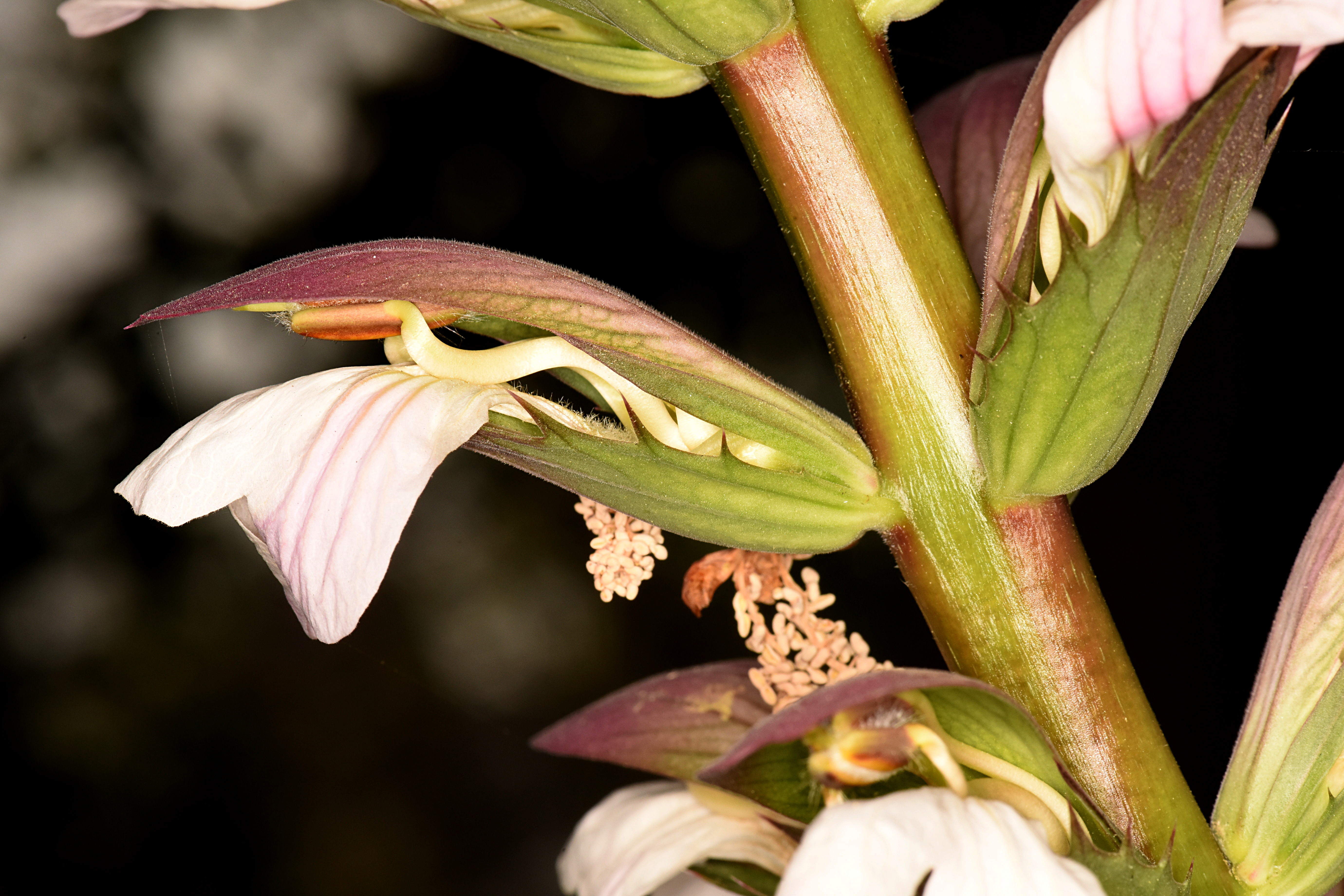
Boční pohled
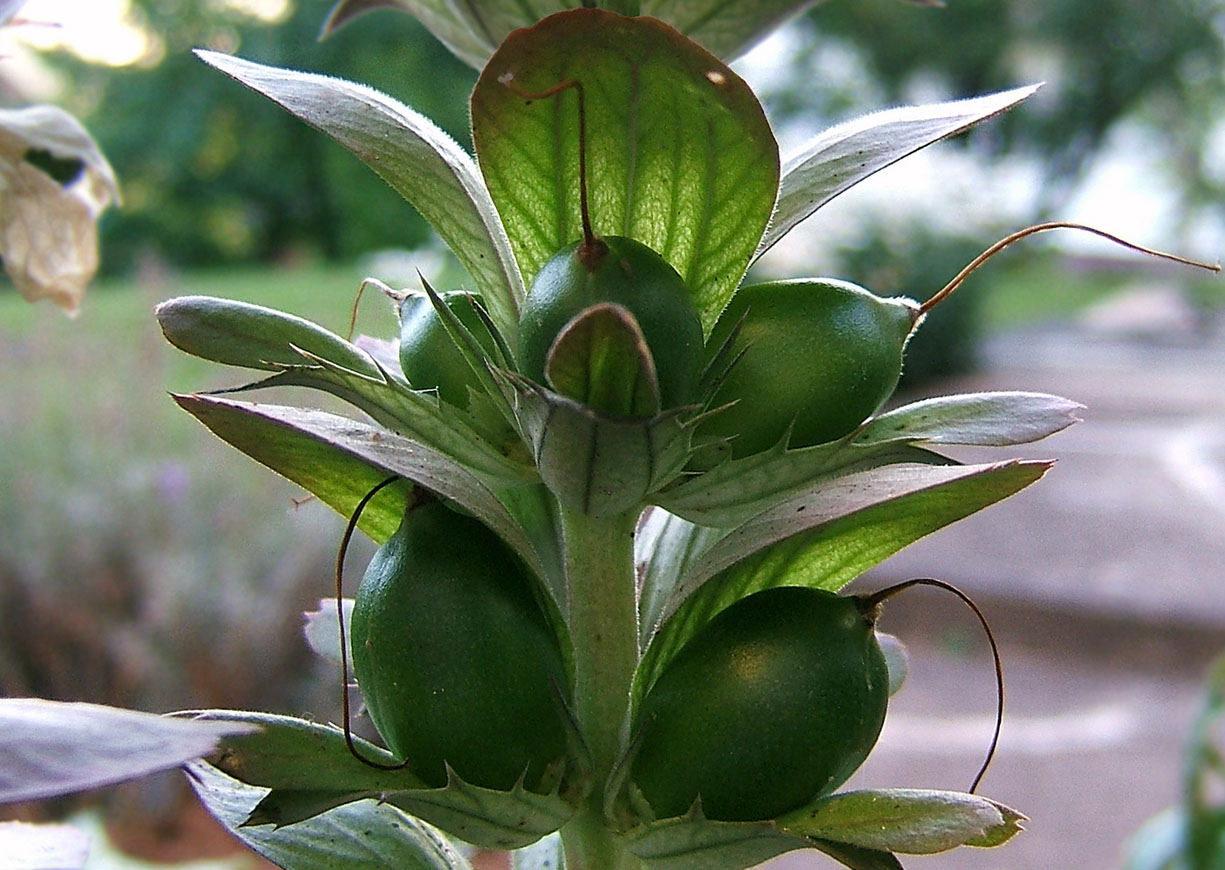
Plody
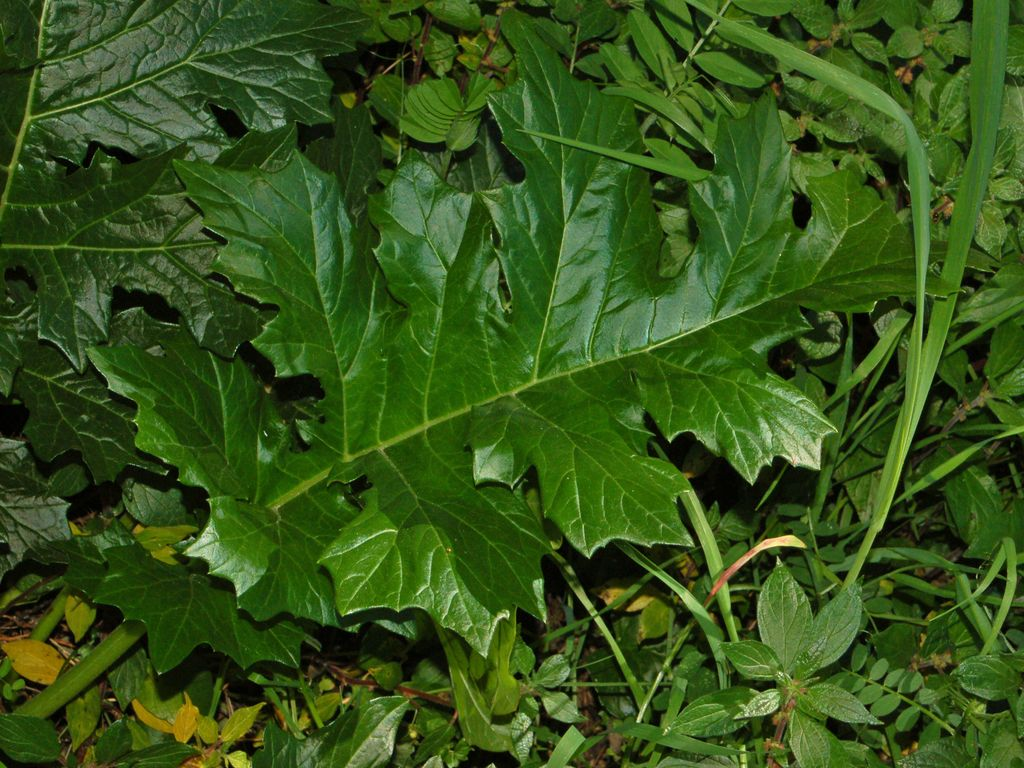
List
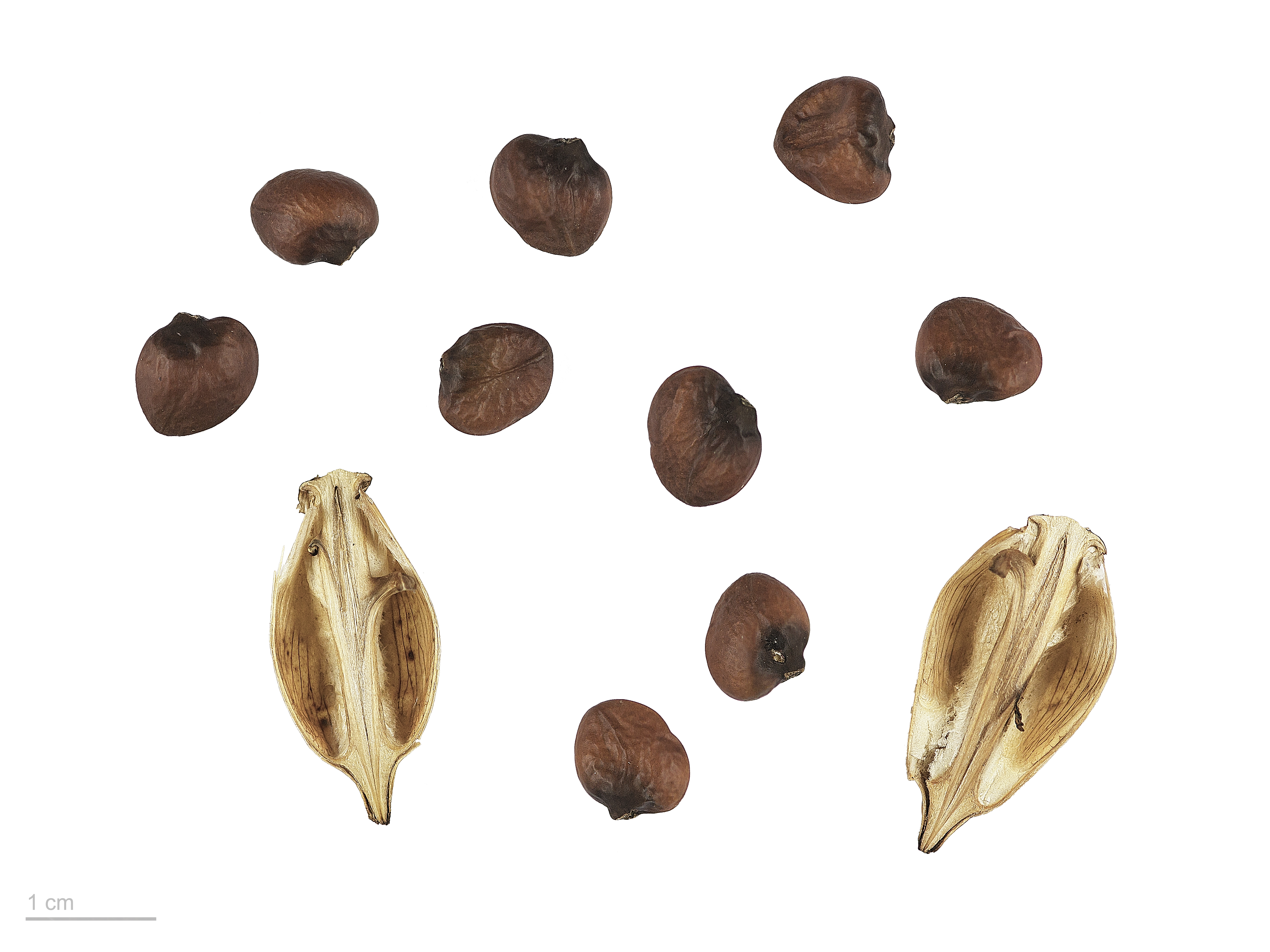
Plody a semena
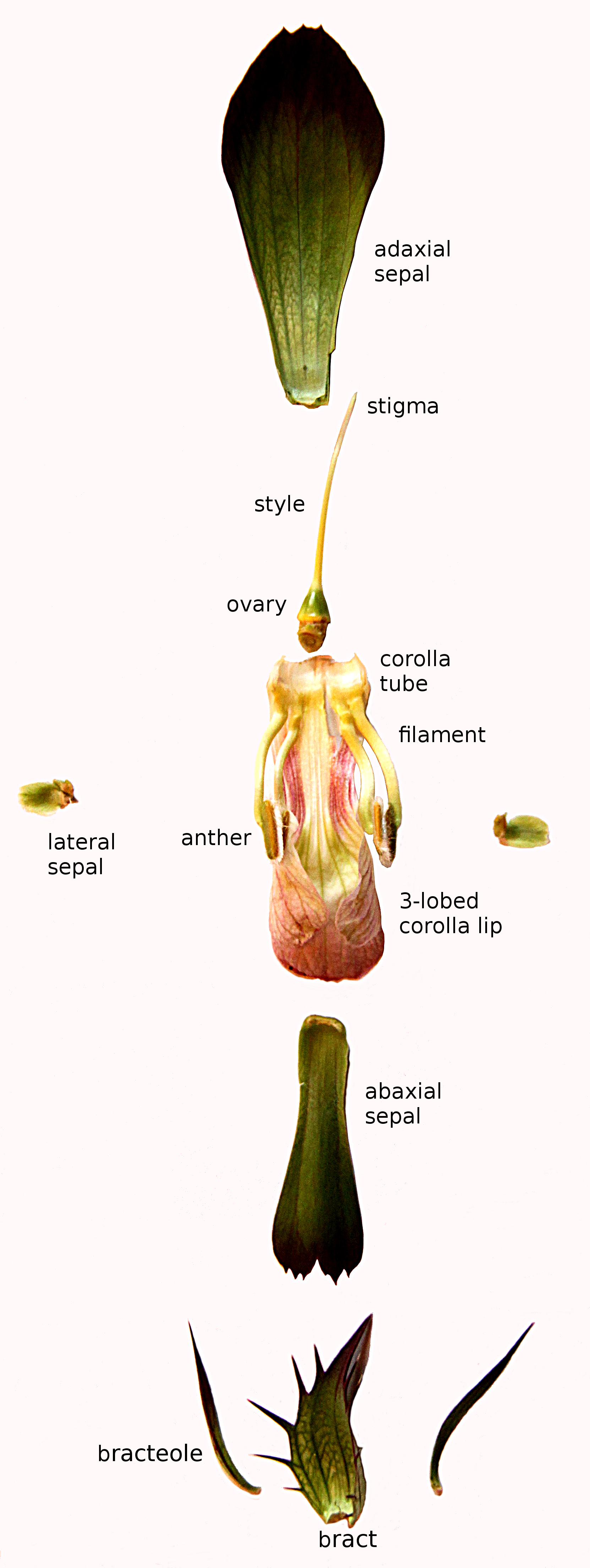